# Goa Gil

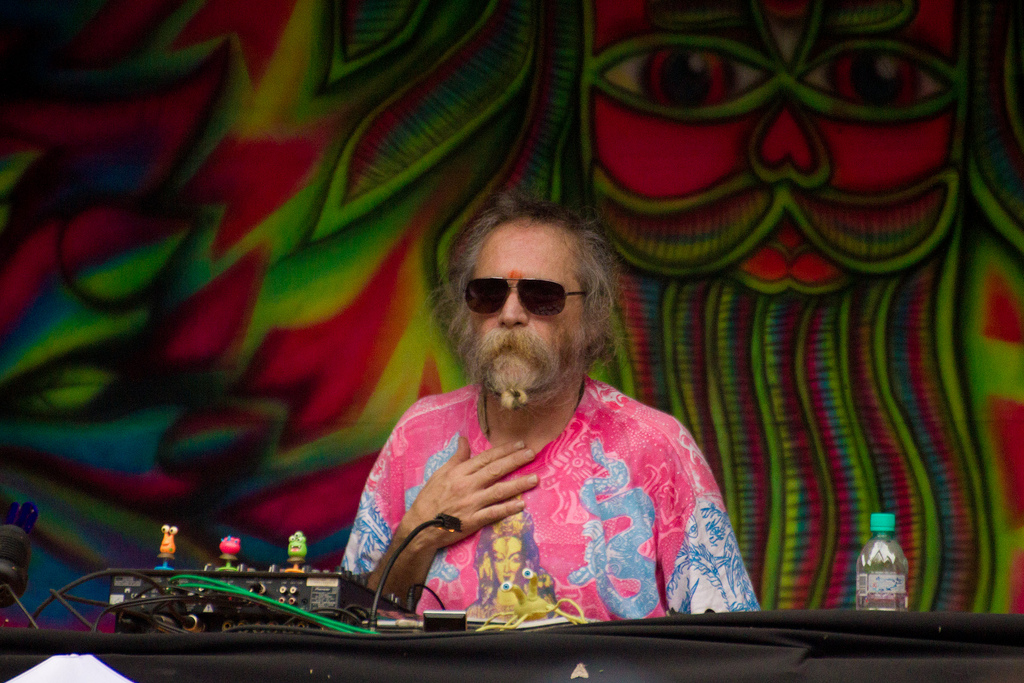
Goa Gil in 2010

Goa Gil is de artiestennaam van de Amerikaanse diskjockey Gilbert Levey (San Francisco, 11 oktober 1951 – 26 oktober 2023), gespecialiseerd in Goatrance en psytrance. Hij was muziekproducent en organisator van festivals en openluchtfeesten. Hij wordt beschouwd als de oprichter van de Full Moon-feesten op de stranden van Anjuna en Vagator in de Indiase deelstaat Goa.
Goa Gil overleed op 72-jarige leeftijd aan kanker.